# 十二烷基苯磺酸鈉
十二烷基苯磺酸鈉，是一種有機化合物，是種呈白色或淡黃色的固體。屬於陰離子表面活性劑的一種，可有清潔等用途，在工業上有脫墨劑、抗靜電劑等用途。屬於十二烷基苯磺酸的鈉鹽。

## 製備
十二烷基苯磺酸鈉是由十二烷基苯加入濃硫酸磺化，生成十二烷基苯磺酸，再以鹼性物質（如氫氧化鈉）中和製備而成。十二烷基苯是一種由石油所衍生出來的碳氫化合物。加入鹼後，可以加入氯化鈉等在水裏溶解性高的無機鹽，以作鹽析的步驟，析出十二烷基苯磺酸鈉。
在工業上，十二烷基苯可以由發煙硫酸或三氧化硫磺化，再重複以上以氫氧化鈉中和的步驟，得出十二烷基苯磺酸鈉。
正因爲十二烷基苯磺酸鈉是由十二烷基苯（一種衍生自石油的有機化合物）衍生而成，所以它是非皂性清潔劑。

## 用途

### 清潔
十二烷基苯磺酸鈉是一種表面活性劑，具有清潔、起泡等作用。它擁有一個疏水的尾部和親水的頭部，能夠降低水的表面張力,使液體成爲乳濁液，水相、油相物質均衡分佈。可是正因爲它是種陰離子表面活性劑，所以它不能跟陽離子表面活性劑混用，以免因爲產生沉澱物而失去它的效用。

### 工業
此品製作工序簡單、成本不高，所以在工業上的用量很大。在工業上，十二烷基苯磺酸鈉可在清洗、製造農藥、紡織等方面作爲去污劑、乳化劑等，用途甚廣。